# قاموس أوريليو

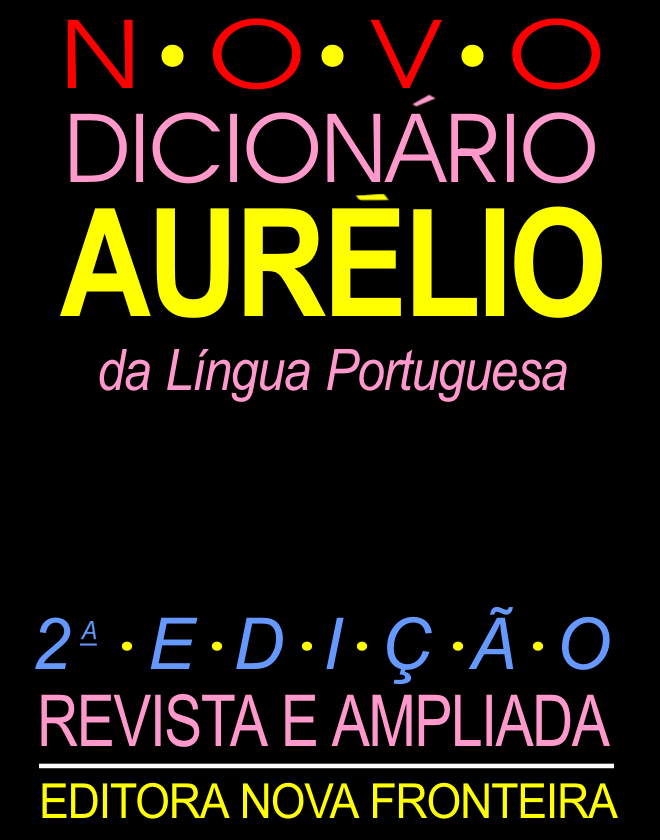
الغلاف ، الطبعة الثانية ، 1993.

القاموس الجديد للغة البرتغالية (Novo Dicionário da Língua Portuguesa) هو قاموس شامل للغة البرتغالية . نُشر في البرازيل ، قام بجمعه لأول مرة أوريليو بواركي دي هولاندا فيريرا. ويعرف شعبيا باسم قاموس أوريليو Dicionário Aurélio أو أوريليو Aurélio أو أوريليو الكبير Aurelião.
صدرت الطبعة الأولى عام 1975 ، ومنذ ذلك الحين أعيد طبعه عشرات المرات ، كما نُشر في شكل إلكتروني. ووفقًا لبيانات الناشر ، فقد بيعت منه أكثر من 5 ملايين نسخة بحلول عام 1986 ، وأكثر من 40 مليونًا بحلول عام 2005 (مع إحصاء جميع المنشورات المشتقة والإصدارات الخاصة). وقد نشرت الطبعة الرابعة في عام 2009 وهي مكتوبة وفق نظام الكتابة الجديد في اللغة البرتغالية والذي أقر في 7 مايو 2008.

## روابط خارجية
- قاموس أوريليو - نسخة محفوظة 2020-09-21 على موقع واي باك مشين. ... في موقع Editora Positivo (بالبرتغالية).